# Шукадева
Шукаде́ва (IAST: Śukadeva, также известен как Шукадева Госвами, Шука и Брахмарата) — персонаж ряда пуранических писаний индуизма, где он описывается как сын Вьясы. Говорится, что Вьяса написал состоящую из 24 тыс. стихов «Бхарата-самхиту» и передал её Шукадеве.

## Жизнеописание
Согласно одним источникам, он был рождён от жены Вьясы, тогда как другие утверждают, что он родился от семени Вьясы без участия женщины. Существуют сведения, указывающие на то, что Шукадева Госвами родился в части света, называемой Кимпуруша-варша, или Гималайскими провинциями (Хиямавати), а впоследствии, пройдя через гималайские страны, пришёл в Бхарата-варшу. Согласно Брахмавайварта-пуране, Шукадева был освобождённой душой ещё до своего появления на свет. Вьясадева поведал сыну Бхагавата-пурану ещё до его рождения, а родившись, ребёнок приступил к изучению этого великого произведения и смог постичь его смысл. В Пуранах также говорится, что Шукадева превзошёл своего отца по уровню духовного развития, что наглядно показывает случай, когда Вьяса и Шукадева, следуя по лесной тропинке, наткнулись на группу обнажённых девушек, купавшихся в пруду. Шукадева был настолько чист и свободен от вожделения, что при виде его девушки даже не сделали попытки прикрыть свою наготу, однако при появлении Вьясы они немедленно спрятались. И это несмотря на то, что Шукадева был юношей и ходил полностью обнажённым, будучи трансцендентным к социальным нормам и предписаниям, а Вьяса был глубоким стариком.
Впоследствии Шукадева оставил дом своего отца, для того, чтобы принять отречение от мира (санньясу). В связи с этим Бхагавата-пурана отмечает, что Шукадева был санньяси, которому не нужно было проходить через все ступени варнашрамы, поскольку он был вайшнавом с самого рождения и потому уже обладал качествами брахмана.
Покинув родительский дом, Шука скитался под видом безумного странника, не узнаваемый простыми людьми; его узнавали только тогда, когда он начинал рассказывать Шримад-Бхагаватам. Как и другие великие риши и муни тех времён, Шукадева жил на одном молоке. Он приходил к домохозяину, когда тот доил корову, и брал немного молока для своего пропитания. Он не останавливался в домах людей более, чем на пять минут — время, необходимое для того, чтобы выдоить корову и дать молока нищему страннику. Шукадева Госвами был святым, великим мудрецом (садху), и поэтому ему никогда не отказывали: в те времена долгом домохозяина считалось относиться к святым как к своим детям. Шукадева был садху, способным рассказывать о трансцендентных деяниях Бога.
Шукадева выступает как основной повествователь «Бхагавата-пураны», в первом стихе которой упоминается стих из «Веданта-сутр» и «Гаятри-мантра» из «Риг-веды». Язык «Бхагавата-пураны» более близок к Ведам, нежели к другим Пуранам, и содержит элементы ведийского санскрита. Некоторые учёные считают, что «Бхагавата-пурана» принадлежит к ведийскому периоду или была составлена как подражание Ведам. Согласно «Бхагавата-пуране», Шукадева был вначале имперсоналистом или монистом, и только позднее, почувствовав влечение к духовным лилам личностного Бога стал преданным Кришны Свои воззрения имперсонализма Шукадева оставил в процессе изучения Бхагавата-пураны: он отверг аспект безличного Брахмана, сожалея о том, что потратил слишком много времени на его осознание, тогда как личностный аспект Абсолюта позволяет испытать неизмеримо большее наслаждение, чем его имперсональный аспект. Впоследствии Шукадева Госвами полностью поведал Бхагавата-пурану Парикшиту Махарадже, когда император, узнав о своей приближающейся смерти, отправился на берег Ганги, чтобы выполнить «безупречный долг каждого, а особенно тех, кто стоит на пороге смерти». Шукадева, который путешествовал в то время по Земле и которому было всего шестнадцать лет, появился на берегу Ганги именно в тот момент, когда там находился Парикшит, готовящийся к смерти и окружённый святыми и великими мудрецами. Увидев Шукадеву, император Парикшит поклонился ему и обратился с вопросом: «Ты — духовный учитель великих святых и преданных. Поэтому я умоляю тебя: укажи путь, который может привести к совершенству каждого, а особенно тех, кто стоит на пороге смерти». В течение семи дней, вплоть до самой кончины Парикшита, Шукадева отвечал на этот и множество других вопросов императора. Вопросы Парикшита и ответы на них Шукадевы и составляют содержание Бхагавата-пураны.
Знаменитый сын и ученик Вьясы, который поведал ему сначала Махабхарату, а затем и Бхагавата-пурану, Шукадева досконально изучил ведийские писания, переданные ему отцом. Шукадева Госвами — один из двенадцати махаджанов, а в Чайтанья-чаритамрите о нём сказано, что он находится в числе таких приближённых Кришны как Брахма, Шива и Санатана. По словам его ученика Суты Госвами, Шукадева — великий мудрец, способный проникнуть в сердце каждого, и духовный учитель всех мудрецов.
 (англ.)